# GETEC Arena
Die GETEC Arena (bis 2011 Bördelandhalle) ist eine Multifunktionshalle in Magdeburg, Hauptstadt von Sachsen-Anhalt. Sie ist zugleich die größte Veranstaltungshalle des Bundeslandes. Der Hauptnutzer ist der Handball-Bundesligist SC Magdeburg. Seit dem 26. Mai 2011 ist der Energieversorger GETEC heat & power AG Namenssponsor, daher trägt sie seit dem 1. Juli 2011 den Namen GETEC Arena. Der ehemalige Name Bördelandhalle leitete sich von der Magdeburger Börde ab.

## Lage
Die Halle befindet sich im östlich der Elbe gelegenen Stadtteil Brückfeld, in der Nähe der MDCC-Arena, an der Berliner Chaussee. In direkter Nähe befindet sich die B 1. Knapp 250 Fahrradparkplätze stehen zur Verfügung. Außerdem besitzt die Arena für den motorisierten Individualverkehr 400 Parkplätze zuzüglich Bus- und Behindertenparkplätze.
An den ÖPNV ist sie über die Haltestelle Arenen durch die Straßenbahnlinie 6 und die Stadtbuslinie 51 angebunden.

## Informationen zur Halle
Die GETEC Arena entstand zwischen 1994 und 1997 nach Entwürfen der Architekten Helmut Blöcher, Raimund Krawinkel und Moritz Kroth. Die als Stahlbetonkonstruktion errichtete Halle ist mit einer Aluminium/Glas-Fassade verkleidet. Das Erscheinungsbild der Halle wird durch eine starke Betonung der Konstruktion bestimmt und wirkt sachlich und kompakt.
Sie bietet ein maximales Fassungsvermögen von 7782 Zuschauern. Bei Sitzkonzerten stehen 5793 Plätze und bei Stehkonzerten 6980 Plätze zur Verfügung. In der V.I.P.-Lounge haben ca. 200 Personen Platz. Die Halle hat eine Grundfläche von 109 × 77 Meter, die gesamte Grundstücksfläche beträgt 36.700 m². Die große Innenhalle hat eine Gesamtinnenfläche von 90 × 71 Meter, die direkten Sportbodenmaße betragen 60 × 30 Meter. Sie weist eine maximale Innenhöhe von 22 Meter auf. Der Bodenbelag besteht aus flächenelastischer Linoleum mit integrierter Niedertemperaturfußbodenheizung. Daneben gibt es eine Aufwärmhalle und einen Konditions- und Krafttrainingsraum. In der großen Halle sind zwei 9 m² große LED-Videowände installiert.

## Nutzung
Die Multifunktionshalle ist die Heimspielstätte der Handball-Bundesligisten des SC Magdeburg. 2002 wurden zum ersten Mal die German Open im Tischtennis ausgetragen. Weitere Ausgaben fanden 2005 und 2014 statt. Vom 7. bis 12. November 2017 soll das Turnier, das seit 2012 zur ITTF World Tour gehört, zum vierten Mal in der Magdeburger Arena ausgetragen werden. Bei der Handball-Weltmeisterschaft der Männer 2007 fanden die sechs Vorrundenspiele der Gruppe B in der damaligen Bördelandhalle statt. Wiederholt war die Halle auch Austragungsort von Handballländerspielen. Von 2009 bis 2015 wurde der DFB-Hallenpokal der Frauen in der Arena ausgespielt. Im Dezember 2017 war die Halle Spielort der Handball-Weltmeisterschaft der Frauen. Ebenso fanden in ihr Boxveranstaltungen mit Sven Ottke, Regina Halmich oder Robert Stieglitz, Fernsehunterhaltungsshows von ARD, ZDF und RTL, politische Großveranstaltungen (Bundesparteitag von Bündnis 90/Die Grünen) und andere Großveranstaltungen aus Sport, Klassik, Ballett, Revue, Musical, Unterhaltungsshow und Konzert jeder Art statt.

## Galerie

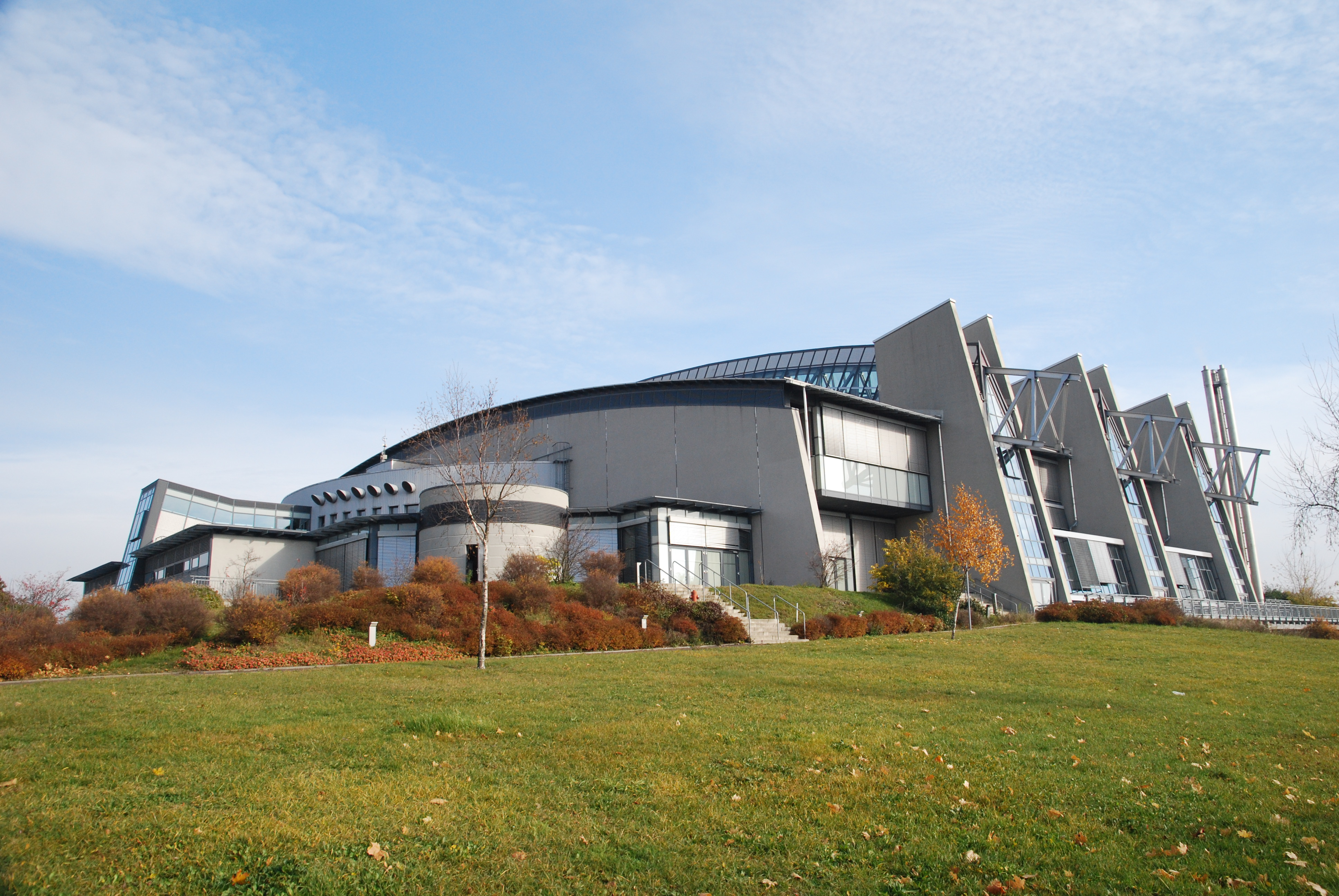
Seitenansicht der Bördelandhalle (2010)
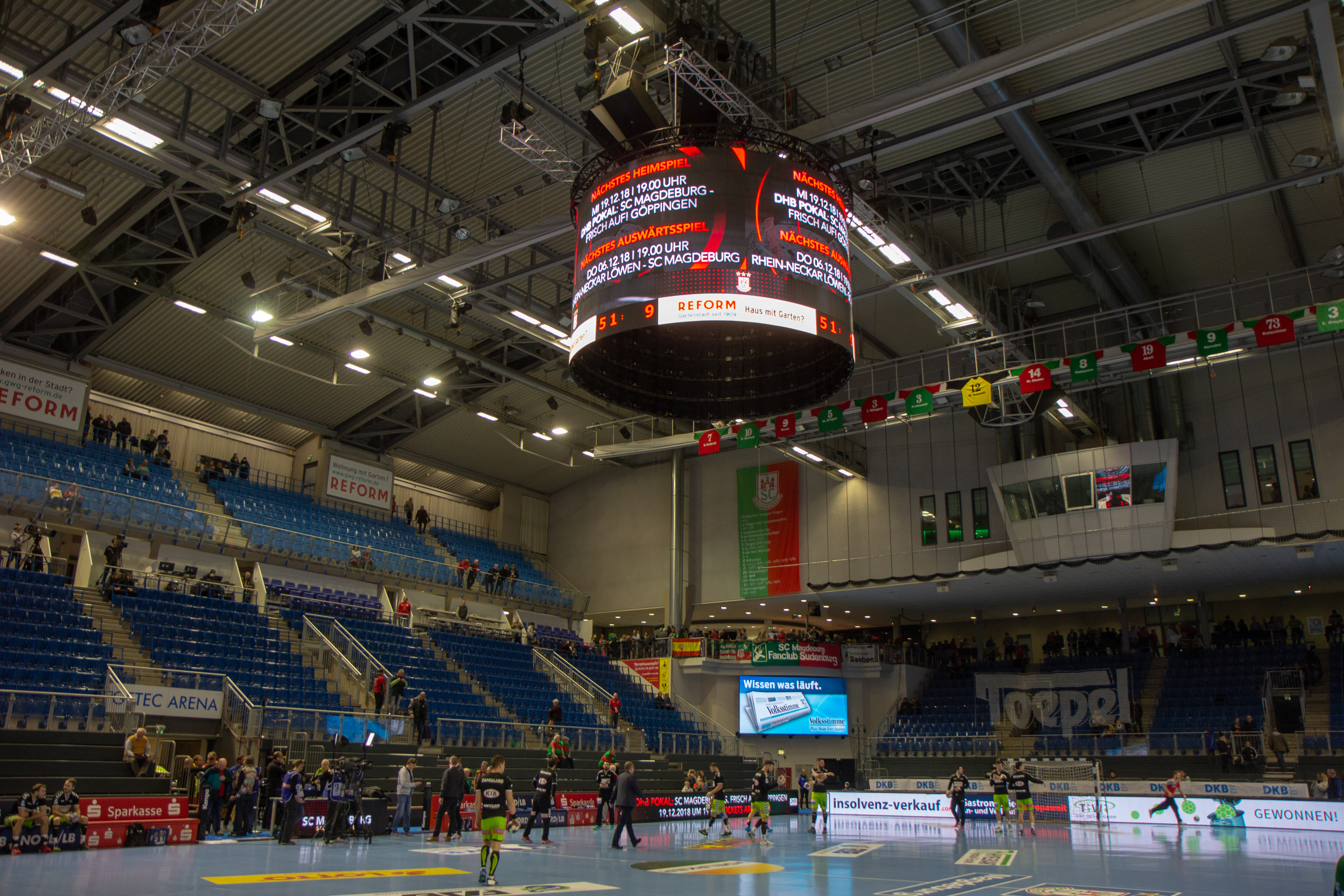
Blick vom Innenraum
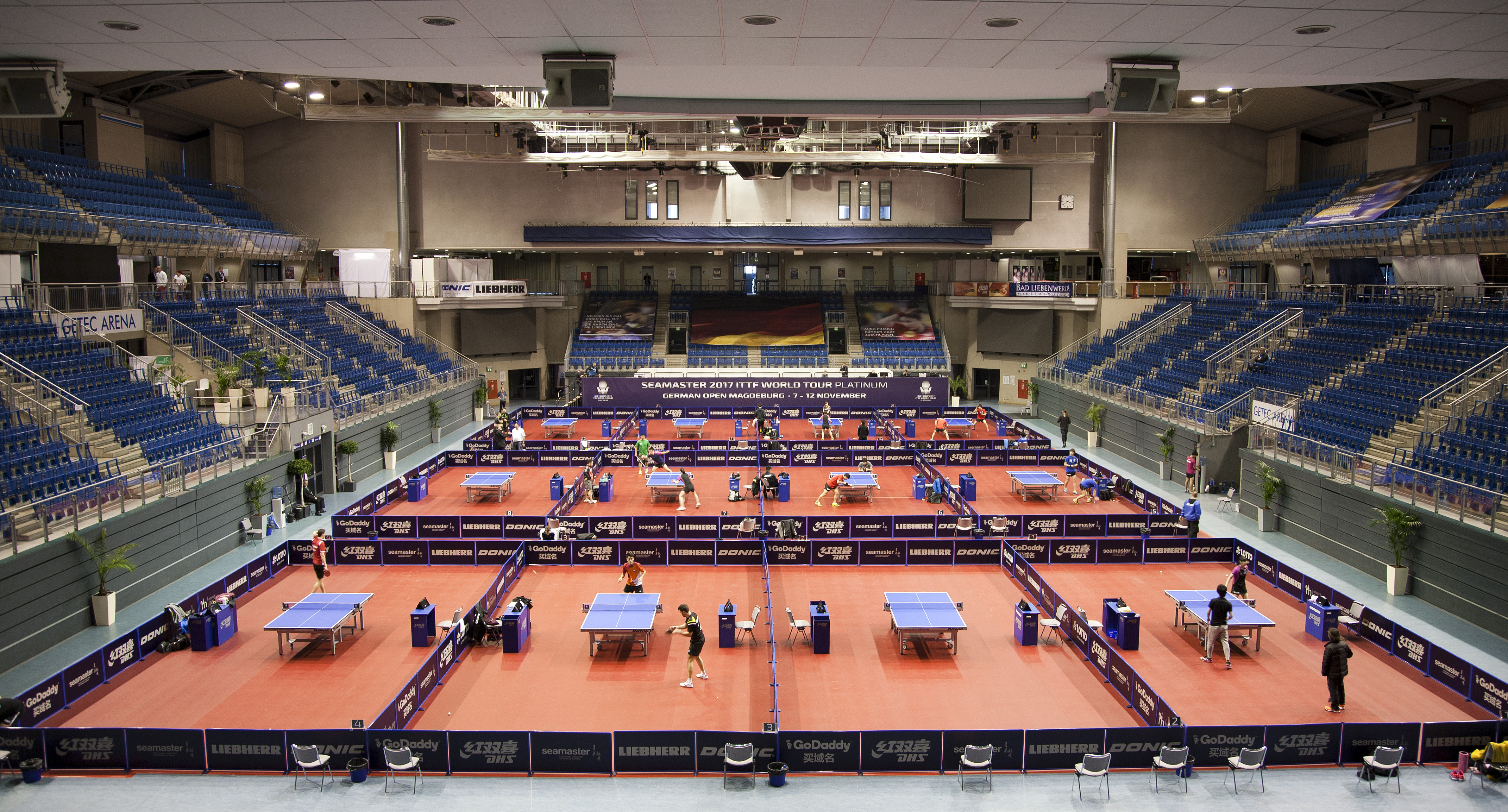
German Open im Tischtennis 2014 in der GETEC Arena
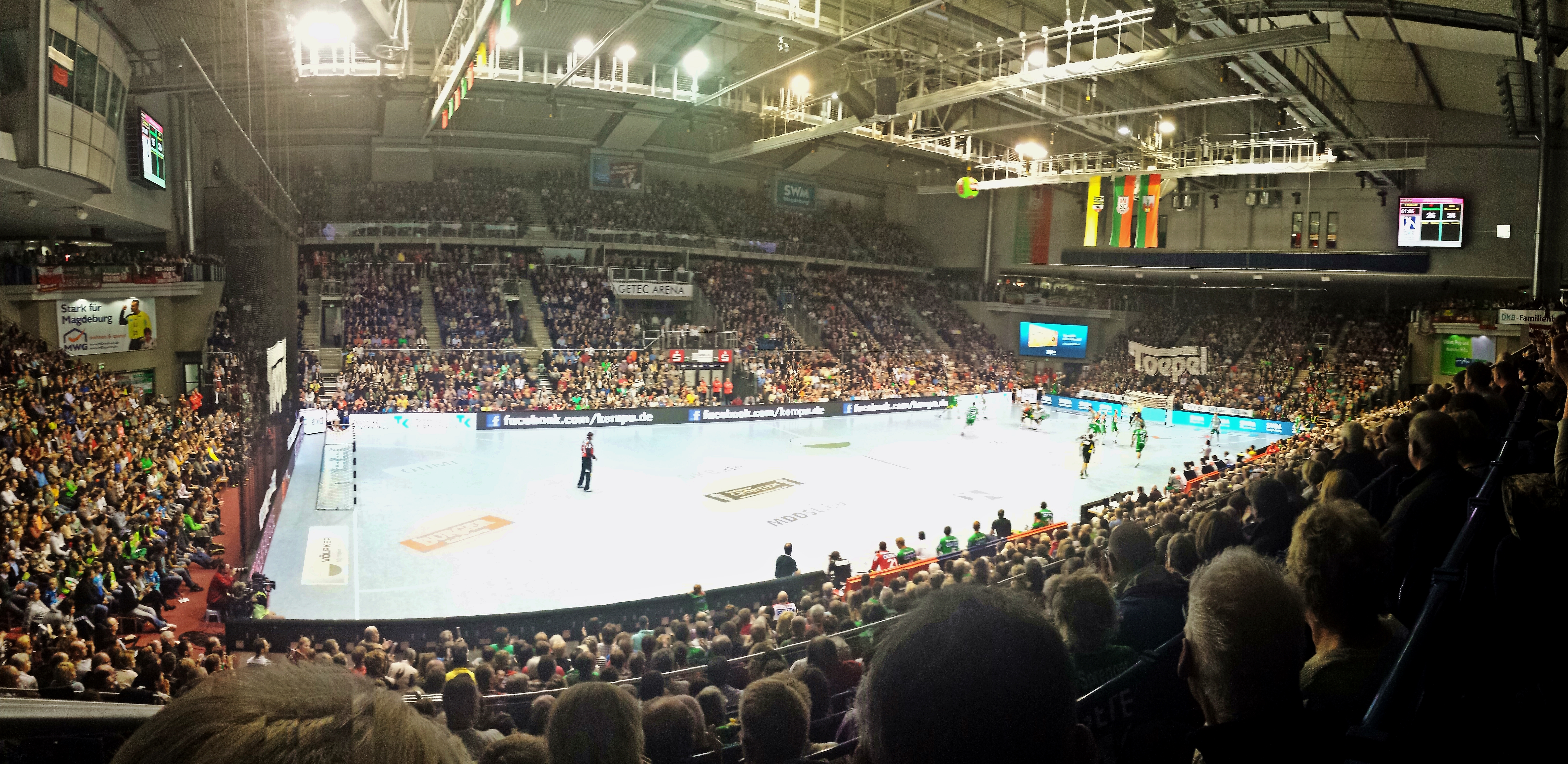
Innensicht beim Heimspiel des SC Magdeburg gegen die TSV Hannover-Burgdorf (2015)